# Колібрі вохристий
Колі́брі вохристий (Leucippus fallax) — вид серпокрильцеподібних птахів родини колібрієвих (Trochilidae). Мешкає в Колумбії і Венесуелі. Це єдиний представник монотипового роду Андійський колібрі (Leucippus). Раніше до цього роду відносили низку інших видів, однак за результатами молекулярно-філогенетичного дослідження 2014 року, яке показало поліфілітичність роду Leucippus, вони були переведені до відновлених родів Thaumasius, Talaphorus і Elliotomyia.

## Опис
Довжина птаха становить 8,5-9 см. У самців верхня частина тіла тьмяно-зелена, нижня частина тіла блідо-охриста, живіт і гузка білі. Хвіст округлої форми, тьмяно-зелений з білою смугою на кінці(на центральних стернових перах вона відсутня). За очима білі плями, дзьоб тонкий, майже прямий, довжиною 2 см. Самиці мають дещо блідіше забарвлення, ніж самці.

## Поширення і екологія
Вохристі колібрі мешкають на північному сході Колумбії та на півночі Венесуели, зокрема на сусідніх островах Ла-Тортуга і Маргарита. Вони живуть в сухих чагарникових і кактусових заростях та в мангрових заростях, на висоті до 550 м над рівнем моря. Ведуть частково кочовий спосіб життя. Живляться нектаром квітів, зокрема нектаром агави, гібіску, кактусів і Stachytarpheta, а також соком і м'якоттю плодів кактусів Armatocereus та комахами. Вохристі колібрі відіграють важливу роль у запиленні мелокактусів. Сезон розмноження у них триває переважно з травня по листопад. В цей період самці виконують демонстраційні польоти, пікіруючи з неба по дузі, видаючи при цьому звуки. Гніздо чашоподібне, розміщується в чагарниках, на висоті від 0,6 до 2 м над землею.